# Svibanj
Svibanj (lat. maius) peti je mjesec godine po gregorijanskom kalendaru.
On ima 31 dan.

## Etimologija riječi
U hrvatskom jeziku, svibanj je dobio ime po biljci koja se zove svib(a) (cornus sanguinea). Biljka cvate bijelim cvjetovima u tom mjesecu. Stariji nazivi za ovaj mjesec u nekim hrvatskim krajevima bili su: filipovčak (po blagdanu sv. Filipa, apostola 3. svibnja), rožnjak, sviben, a bila je raširena i uporaba naziva „maj“.
U mnogim jezicima ime je dobio od grčkog (Μαίος), i latinskog (maius). Prvobitno značenje je bilo posvećeno razvoju,  u Rimskom kalendaru bio je treći mjesec u godini, u kojem se priroda budila, razvijala i cvjetala.

## Vanjske poveznice

### Sestrinski projekti
|  | Zajednički poslužitelj ima stranicu o temi Prikazi mjeseca    |
|  | Zajednički poslužitelj ima još gradiva o temi Prikazi mjeseca |
|  | Wječnik ima rječničku natuknicu svibanj                       |

### Wiki rječnik
- Imena u raznim jezicima: wiki rječnik (engl.)